# Одишария, Гурам Николаевич
Гура́м Никола́евич Одиша́рия (груз. გურამ ნიკოლოზის ძე ოდიშარია; род. 24 сентября 1951 года, г. Сухуми, Абхазская АССР, Грузинская ССР, СССР) — грузинский поэт, писатель, драматург, общественный деятель, лауреат более десяти национальных и международных премий. В 2012-2014 гг. министр культуры и охраны памятников Грузии.
Его произведения переведены более чем на 20 языков. Он известен как противник войны, активный участник грузино-абхазских, грузино-осетинских, кавказских и европейских встреч, популяризатор решения любых острых, в первую очередь, политических проблем только путем диалога и мирных переговоров.

## Биография
Родился 24 сентября 1951 года в г. Сухуми. В 1975 году окончил историко-филологический факультет Абхазского университета.
В разное время работал корреспондентом Сухумского радиовещания, корреспондентом областной газеты, консультантом Союза писателей Абхазии, главным редактором журнала «Рица» (1987—1994 гг.), директором Абхазского филиала издательства «Мерани». Первое стихотворение было напечатано в 1969 году.
В 2012-2014 годы занимал пост министра культуры и охраны памятников Грузии. Будучи министром, в 2014 году в Берлине подписал документ, согласно которому в 2018 году Грузия стала «почетным гостем» на Франкфуртской книжной ярмарке.
После грузино-абхазского вооруженного конфликта (1992—1993 гг.) писатель живёт и продолжает деятельность в г. Тбилиси. По окончании войны, в октябре 1993 года, перешел Сакен-Чуберский перевалы, где погибло множество людей. Эти дни описаны в его известном произведении «Перевал беженцев».
Как конфликтолог, он принимал участие в более 60 грузино-абхазских, грузино-осетинских, кавказских и международных конференций и встреч .
Имеет супругу и дочь.

## Творчество
Первые стихотворения и рисунки Гурама Одишария публиковались ещё в школьный период. Он автор 10 поэтических книг. Его известные романы: «Возвращение в Сухуми» (1995), «Океан Чёрного моря» (2000) и «Кот президента» (2007; этот роман переведен на 15 языков), а также его пьеса «Далекое, далекое море…», поставленная режиссёром Темуром Чхеидзе. Его произведении переведены на английский, русский, украинский, абхазский, турецкий, армянский, итальянский и другие языки.
После вооруженного конфликта в Абхазии, в период проживания в Тбилиси, вышло в свет несколько сборников рассказов, публицистических писем и 5 романов.
Главная тема романов и рассказов Одишария: особенности постсоветского периода в Грузии и на Кавказе; смысл войны и мира, любви и ненависти в конце ХХ и начале XXI века (на примере Грузии); довоенные, военные и послевоенные радостные и трагические истории жителей родного города; истории о спасении от смерти и сочувствии друг к другу людей, находящихся в противоборствующих лагерях в сложных и экстремальных ситуациях; ностальгия по довоенной жизни и надежды людей, ставших беженцами в результате вооруженного конфликта; Чёрное море, как главный герой поэтических и прозаических произведений писателя и феноменом мультикультурного пересечения обществ; поиск новых видений, открывающих путь к новым горизонтам и способствующих процессу восстановления и развития отношений между сторонами, вследствие войны оказавшимися по разные стороны.
В 2019 году вышел в свет новый роман Гурама Одишария «Стобойбезтебя».

## Награды
Гурам Одишария награждён Национальной премией Грузии, Национальной премией имени Ильи Чавчавадзе, премией издательства «Ломиси», премией Театрального общества Грузии, премией имени Георгия Шарвашидзе, а также Золотой медалью Чехова и премией международной ассоциации журналистов «Золотое крыло», медалью имени Александра Довженко (2016, Украина, Киев).
В 2012 году писатель стал самым толерантным человеком. В 2017 году ему был присужден титул «Защитника толерантности».
Государственная премия Грузии в области литературы, искусства и архитектуры (1996)

### Поэтические книги
- «Псальмы для тебя» (Сухуми, издательство «Алашара», 1978)
- «Мир этому дому» (Сухуми, «Алашара», 1982)
- «Невольные мольбы» (Тбилиси, «Мерани», 1984)
- «Вызывание дождя» (Сухуми, «Алашара», 1984)
- «Семь картин для ребёнка» (Сухуми, «Алашара», 1986)
- «Полуночное дерево» (Тбилиси, «Мерани», 1990)
- «Ключи от моря» (Сухуми, «Алашара», 1991)
- «Соната о Сухуми и о тебе» (Тбилиси, «Мерани», 1994)
- Поэтический однотомник «Псальмы для тебя» (Тбилиси, 2013)
- «Сто стихотворений» (Тбилиси, «Интеллект», 2014)

### Литературные сказки
- «Саламия» (Сухуми, «Алашара», 1988)

### Сборники рассказов
- «Перевал беженцев» (Тбилиси, «Ломиси», 1993)
- «В Сухуми ожидается дождь» (Тбилиси, «Ломиси», 1997)

### Романы
- «Возвращение в Сухуми» (Тбилиси, «Мерани», 1995)
- «Океан Чёрного Моря» (Тбилиси, «Мерани», 2000)
- «Кот президента» (Тбилиси, «Универсал», 2008)
- «Очкастая бомба» (Тбилиси, «Форма», 2009)
- «Стобойбезтебя» (Тбилиси, «Интеллект», 2019)

### Публицистика
- «Планета отчуждения» (Тбилиси, «Кавказский дом», 2007)
- Документально-публицистические записки «Переливание души» (Тбилиси, «Интеллект», 2012)

### Пьеса
- «Далекое, далекое море…» (Тбилиси, 2005)

### Переводы
- Роман Даура Начкебия «Берег ночи» (Тбилиси, «Семейная библиотека», 2011)